# Cmentarz prawosławny w Sahryniu
Cmentarz prawosławny w Sahryniu – nekropolia w Sahryniu, utworzona na potrzeby miejscowej ludności unickiej na przełomie XVIII i XIX w., w 1875 przemianowana na prawosławną, użytkowana do lat 50. XX w.

## Historia i opis
Data powstania cmentarza nie jest znana. Najprawdopodobniej powstał w na przełomie XVIII i XIX w. jako nowy cmentarz jeszcze na potrzeby parafii unickiej, następnie po erygowaniu nowej parafii prawosławnej, powstałej wskutek likwidacji unickiej diecezji chełmskiej w 1875, aż w końcu stał się również cmentarzem użytkowanym przez parafię rzymskokatolicką po odebraniu miejscowej cerkwi. Cmentarz był użytkowany przez miejscową ludność prawosławną do 1944. Najstarszy zachowany nagrobek pochodzi z 1832. Miejscowi katolicy porzucili cmentarz po założeniu nowego ok. 1955.
Na początku lat 90. XX wieku na terenie nekropolii zachowało się w całości lub fragmentach 20 kamiennych i betonowych nagrobków na postumentach, nadstawach w postaci kolumn oraz obeliskach dekorowanych wielostopniowymi gzymsami uskokowymi, płycinami ujętymi w pilasterki i kanelurami. Inskrypcje na nagrobkach wykonane zostały w językach: polskim i cerkiewnosłowiańskim. Cmentarz pokrywały gęste zarośla robinii, grabu, bzu czarnego, bzu lilaka, malin i jeżyn. Obecnie zarośla wycięto, pozostawiono jednak szpaler grabowo-lipowy.
W dniu 10 marca 1944, podczas ataku Armii Krajowej i Batalionów Chłopskich na Sahryń, na terenie cmentarza doszło do wymiany ognia z Ukraińską Policją Pomocniczą.
Na cmentarzu znajdują się groby: Platona Laurysiewicza, duchownego unickiego, ojca Stefana Laurysiewicza; Gaspara Bromirskiego, żołnierza 2 Pułku Ułanów armii Księstwa Warszawskiego, odznaczonego Krzyżem Legii Honorowej V klasy; żołnierzy armii niemieckiej, poległych podczas I wojny światowej; 4 żołnierzy polskich poległych podczas kampanii wrześniowej, w tym 2 nieznanych, a także wiele grobów ofiar zbrodni w Sahryniu.
W 2009 r. odsłonięto na cmentarzu pomnik ofiar zbrodni.

## Galeria

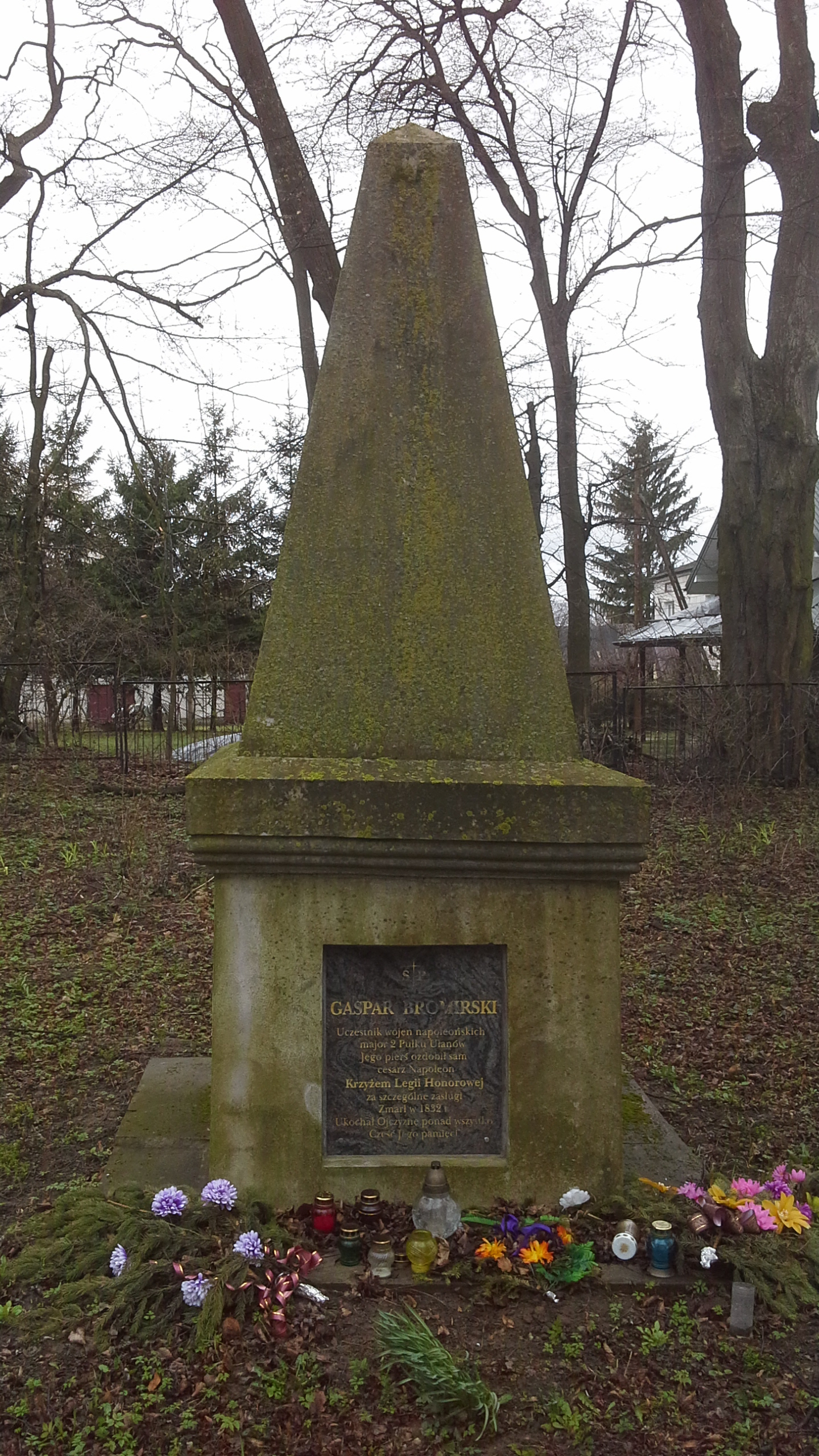
Grób Gaspara Bromirskiego
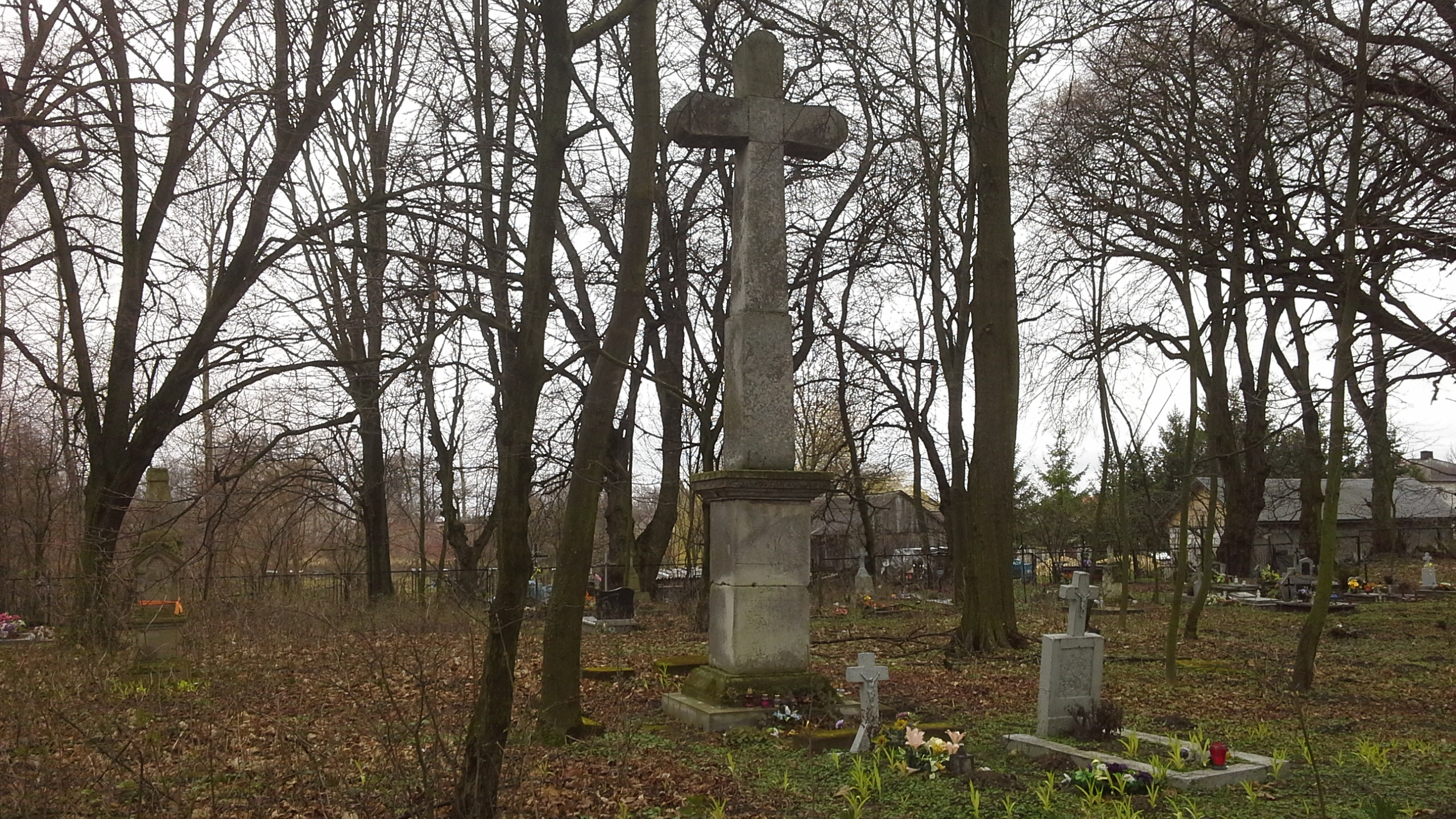
Grób Platona Laurysiewicza
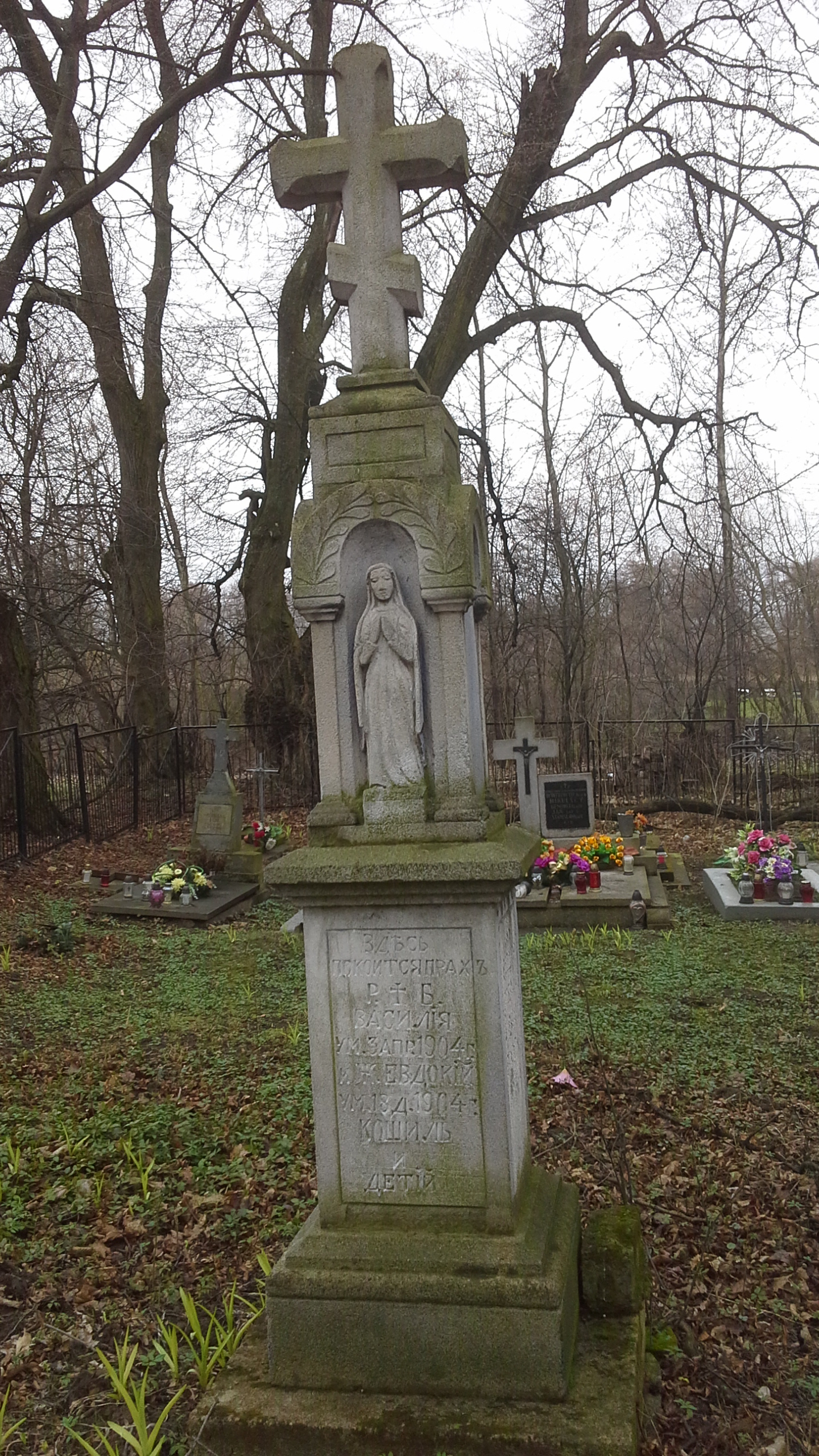
Prawosławny nagrobek z 1904
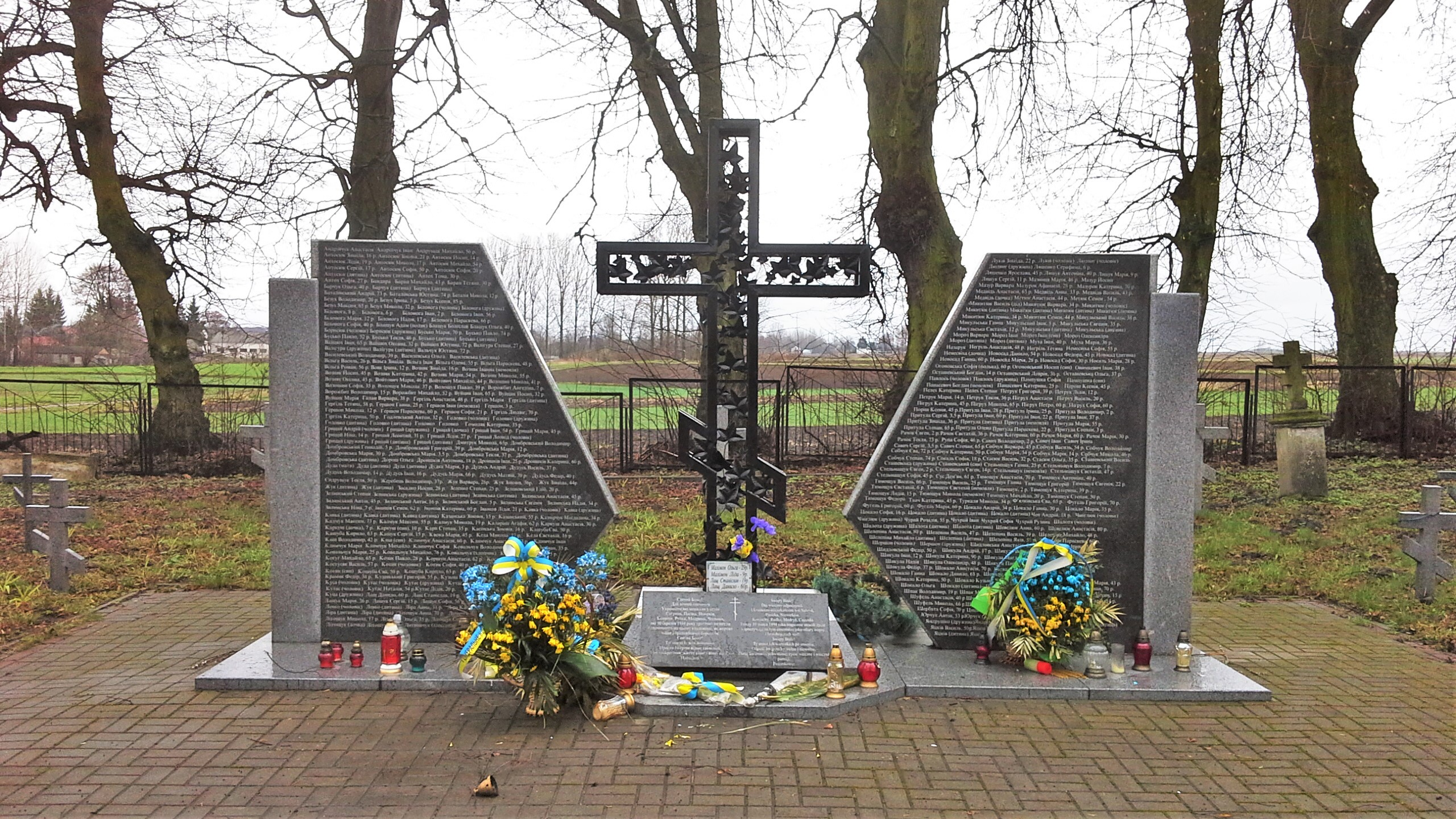
Pomnik ofiar zbrodni 10 marca 1944 r.